# 佐谷眞木人
佐谷 眞木人（佐谷 真木人、さや まきと、1962年（昭和37年） - ）は、日本の国文学者、恵泉女学園大学教授。
大阪府大阪市生まれ。1986年（昭和61年）慶應義塾大学文学部国文科卒。1994年（平成6年）同大学大学院文学研究科博士課程単位取得。2002年（平成14年）「『平家物語』の芸能化に関する研究」で博士（文学）。2002年（平成14年）恵泉女学園大学人文学部助教授、2007年（平成19年）准教授、教授。

## 著書
- 『柳田国男 日本的思考の可能性』 小沢書店、1996
- 『平家物語から浄瑠璃へ 敦盛説話の変容』 慶應義塾大学出版会、2002
- 『日清戦争 「国民」の誕生』 講談社現代新書、2009
- 「The Sino-Japanese War and the Birth of Japanese Nationalism」I-House Press、2011 ※『日清戦争 「国民」の誕生』の英訳
- 『民俗学・台湾・国際連盟 柳田國男と新渡戸稲造』 講談社選書メチエ、2015
- 『江戸の花道　西鶴・芭蕉・近松と読む軍記物語』 慶應義塾大学出版会、2023